# Gamm-Fannbodtjärnen
Gamm-Fannbodtjärnen är en sjö i Örnsköldsviks kommun i Ångermanland och ingår i Moälvens huvudavrinningsområde.